# Кортеліси
Корте́ліси — село в Україні, у Ратнівській селищній громаді Ковельського району Волинської області. Населення становить 1213 осіб. Колишній центр Кортеліської сільської ради.

## Герб
Щит скошений праворуч і ліворуч лазуровим, двічі золотом і червоним. У першій частині золотий сокіл, обернутий вліво, що сидить на срібній рукавичці. У другій частині зелене дерево із чорним стовбуром. У третій частині зелена ялина з чорним стовбуром. У четвертій частині золотий пам'ятник з таким же полум'ям.

## Історичні факти
У роки Другої світової війни 23 вересня 1942 року німецькі окупаційні війська — рота «Нюрнберг» — спалили село Кортеліси та розстріляли 2875 його жителів, серед них 1620 дітей. Відповідно до інших більш точніших розрахунків тоді було розстріляно 1650 жителів села. Знищено також села Бірки, Заболоття і Борисівка на території Білорусі. Операцію по знищенню вищеуказаних сіл німецьке командування назвало «Трикутник». У радянські часи намагалися цей злочин приписати допоміжним загонам української та білоруської поліції.
Дії комуністів спровокували каральні загони фашистів на розстріли мирного населення. Згодом до села зайшли німецькі підрозділи, які не брали безпосередньої участі у бойових діях та не були у складі Вермахту. Саме на них історики покладають відповідальність за масові розстріли цивільних. Акція була проведена у помсту за протинімецькі дії загону радянських партизан, що оперував неподалік села та грабував з нього продукти. Загін партизан спровокував німців на знищення села і при цьому партизани навіть не намагалися вжити будь-яких заходів, щоб відвернути трагедію. Всього за роки Другої світової війни нацисти знищили 1337 українських сіл.
12 червня 2020 року, відповідно до розпорядження Кабінету Міністрів України № 708-р «Про визначення адміністративних центрів та затвердження територій територіальних громад Волинської області», увійшло до складу Ратнівської селищної територіальної громади.
19 липня 2020 року, в результаті адміністративно-територіальної реформи та ліквідації Ратнівського району, село увійшло до новоутвореного Ковельського району.

## Населення
Згідно з переписом УРСР 1989 року чисельність наявного населення села становила 1254 особи, з яких 595 чоловіків та 659 жінок.
За переписом населення України 2001 року в селі мешкало 1206 осіб.

### Мова
Розподіл населення за рідною мовою за даними перепису 2001 року:
| Мова       | Відсоток |
| ---------- | -------- |
| українська | 98,76 %  |
| російська  | 0,82 %   |
| білоруська | 0,41 %   |